# Natação nos Jogos Pan-Americanos de 2015 - 10 km masculino
A competição dos 10 km masculino da natação nos Jogos Pan-Americanos de 2015 foi realizada em 12 de julho no canal oeste do Lago Ontário em Toronto.

## Calendário
Horário local (UTC-4).
| Data        | Horário | Fase  |
| ----------- | ------- | ----- |
| 12 de julho | 15:30   | Final |

## Medalhistas
| Ouro   | USA Chip Peterson    |
| Prata  | USA David Heron      |
| Bronze | ECU Esteban Enderica |

## Resultado final
A competição foi realizada em 12 de julho. 
| Pos.              | Nadador                    | Tempo     |
| ----------------- | -------------------------- | --------- |
| Medalha de ouro   | USA Chip Peterson          | 1:54:03.6 |
| Medalha de prata  | USA David Heron            | 1:54:07.4 |
| Medalha de bronze | ECU Esteban Enderica       | 1:54:09.2 |
| 4                 | CAN Richard Weinberger     | 1:54:09.3 |
| 5                 | BRA Luiz Arapiraca         | 1:55:12.7 |
| 6                 | VEN Wilder Carreño Mendoza | 1:56:05.2 |
| 7                 | VEN Diego Vera Delgado     | 1:56:26.3 |
| 8                 | ARG Guillermo Bertola      | 1:57:38.1 |
| 9                 | CAN Eric Hedlin            | 1:59:59.5 |
| 10                | MEX Daniel Delgadillo      | 2:00:07.4 |
| 11                | MEX Arturo Pérez Vertti    | 2:00:55.2 |
| 12                | ARG Gabriel Villagoiz      | 2:01:40.6 |
| 13                | TTO Christian Marsden      | 2:07:53.5 |
| 14                | CRC Cristopher Segura      | 2:11:42.5 |
| 15                | CRC Rodolfo Sanchez Perez  | 2:13:47.5 |
| 16                | GUA Emilio Avila Sun       | 2:19:14.7 |
| 17                | GUA Yilberth Duarte Garcia | 2:20:30.2 |
| -                 | BRA Samuel de Bona         | DNF       |

Legenda
| Recorde mundial                  | Recorde mundial (World record)               |                       | Recorde africano                      | Recorde africano (African) |                                           | Q | Classificado por posição (Qualified) |
| Recorde dos Jogos Pan-Americanos | Recorde pan-americano (Pan-American record)  | Recorde da América    | Recorde da América (Americas)         | q                          | Classificado por melhor tempo (Qualified) |   |                                      |
| Melhor marca do ano              | Melhor marca do ano (World leading)          | Recorde asiático      | Recorde asiático (Asian)              | DNS                        | Não largou (Did not start)                |   |                                      |
| Recorde nacional                 | Recorde nacional (National record)           | Recorde europeu       | Recorde europeu (European)            | DNF                        | Não terminou (Did not finish)             |   |                                      |
| Recorde pessoal                  | Recorde pessoal do atleta (Personal best)    | Recorde da Oceania    | Recorde da Oceania (Oceania)          | DSQ / DQ                   | Desclassificado (Disqualified)            |   |                                      |
| Recorde da temporada             | Recorde da temporada do atleta (Season best) | Recorde sul-americano | Recorde sul-americano (South America) | NM                         | Sem marca (No mark)                       |   |                                      |